# Caractéristiques physiques d'une cymbale

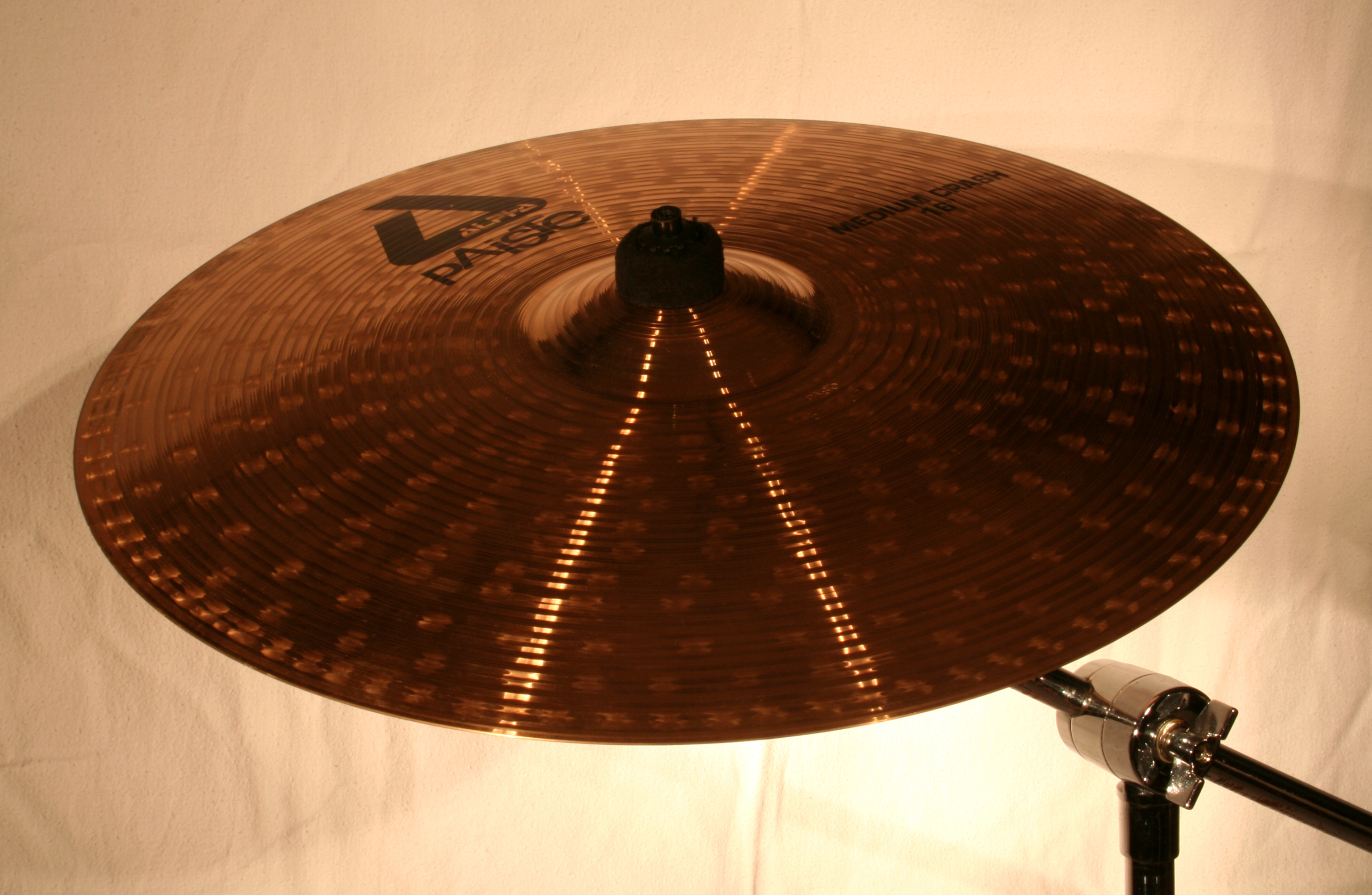
Une cymbale crash

La cymbale est un idiophone de la famille des percussions. C'est un disque fait de différents alliages métalliques. Généralement, les cymbales font partie d'une batterie et sont utilisées pour garder le temps ou accentuer et attaquer certains beats. Il y a plusieurs types de cymbales qui offrent des sons différents selon le genre de musique abordé. Cet article traite des caractéristiques physiques d'une cymbale.

## Matériel
Les cymbales se présentent habituellement sous la forme de plaques circulaires et minces, faites de quatre alliages différents. Ces alliages, tous à base de cuivre, sont : le bronze de cloche, le bronze malléable, le laiton et le maillechort. Ces alliages sont des combinaisons de plusieurs métaux qui incluent cuivre, zinc, aluminium, manganèse, bronze, nickel et étain. Chaque alliage donne un son différent.
Ainsi, les cymbales de bronze de cloche sont constituées d'une partie d'étain pour quatre parties de cuivre donc 20 % d’étain. L'alliage bronze de cloche est le plus populaire des alliages employés pour les cymbales car il offre une plus grande gamme dynamique que les autres alliages. Le bronze malléable contient étain et cuivre, avec 8 % d’étain. Cet alliage donne généralement un son plus puissant que les autres. Ces deux alliages sont appelés B8 pour le bronze malléable et B20 pour le bronze de cloche, suivant la proportion d'étain qu'ils contiennent. Le laiton crée un son brillant mais la qualité sonore globale est inférieure. Ces cymbales, moins chères et donnant un son de médiocre qualité, sont plutôt destinées aux débutants. Cet alliage est fait de 38 % de zinc pour 62 % de cuivre. Le maillechort est fait de 12 % de nickel pour 78 % de cuivre. Cet alliage donne un son brillant mais sans le chatoiement et la sensibilité des cuivres d'étain. 

## Construction
Manufacturer une cymbale est un long processus qui compte généralement sept étapes :
1. Coulage : les métaux sont fondus et cet alliage est chauffé à 1 200 °C pour être ensuite coulé dans un moule en sable. Le refroidissement prend une semaine à température ambiante.
2. Roulage : rouler une cymbale réduit son épaisseur de 50 % et la renforce tout en augmentant la vitesse de propagation du son dans le métal.
3. Pliage : ceci est le processus consistant à former la cloche au milieu de la cymbale.
4. Tempérage : ici, la cymbale est chauffée à 800 °C et placée dans une solution saline. Le sel aide à éliminer les oxydes qui se forment dans les joints de grains. Aussi, la cymbale est encore renforcée et rendue plus malléable.
5. Pressage : La cymbale est forcée dans une forme concave puis coupée suivant un cercle quasi parfait.
6. Martelage : Ce processus donne forme à la cymbale. Traditionnellement le martelage se fait à la main avec un marteau mais est souvent effectué par une machine. Cette étape augmente la tension de la cymbale, caractéristique importante pour la qualité acoustique.
7. Tournage : le tournage, fait main ou avec une machine, consiste à décoller la couche supérieure de la cymbale. Cette opération affecte à la fois l'aspect, la forme et les caractéristiques acoustiques de la cymbale.

## Parties

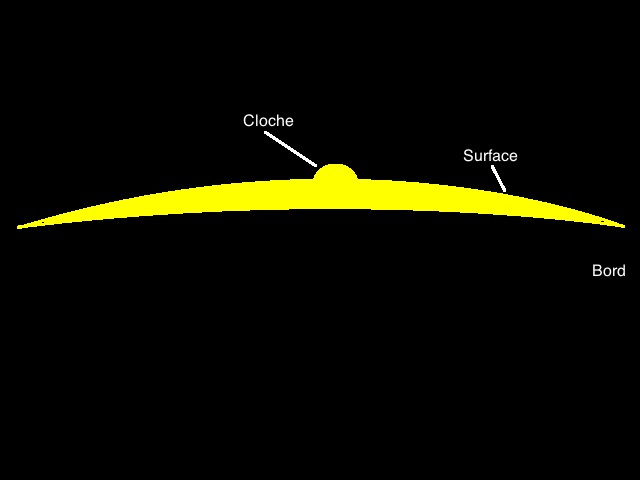
les trois parties d'un cymbale

Les cymbales sont constituées de trois parties : la cloche, la surface et le bord. La cloche est la partie bombée, au centre. Quand la cloche est frappée, elle donne un son très haut et très clair qui a généralement moins de partiels. La taille et la forme de la cloche peuvent affecter le son de la cymbale au complet. Généralement, une cloche plus grande produit plus d'harmoniques et un son plus « corsé ». Une petite cloche réduit le sustain et offre un son plus défini. La surface peut donner un volume sonore plus ou moins élevé selon l'endroit où elle est frappée. Frapper plus près du bord produit un son ample et frapper plus près de la cloche produit un son haut et serré. Frapper la surface donne un son qui ne s'ouvre pas immédiatement. Le bord est la partie la plus délicate de la cymbale, qui donne un son très bruyant et plein de partiels.

## Principe physique
Le son est créé par un transfert d’energie entre les baguettes ou les maillets et la cymbale. Le transfert d'énergie fait vibrer la cymbale en la parcourant d'un bord à l'autre en passant par le centre. La vibration se transmet ensuite à l'air sous forme d'onde sonore. Le son d’une cymbale peut être défini grossièrement par la fréquence centrale de résonance, mais les fréquences et partiels nombreux font que le son perçu est très complexe et unique pour chaque cymbale. Chaque modèle est issu d'une conception complexe destinée à lui donner des caractéristiques sonores particulières.

## Caractéristiques affectant le son
Cinq caractéristiques décrivent le son d'une cymbale. Ces caractéristiques sont le diamètre, l’épaisseur, la taille de la cloche, le matériau et l'arc. 
- Diamètre : les cymbales qui ont un diamètre plus grand ont une tonalité plus grave, et les cymbales avec un diamètre plus petit ont une tonalité plus aiguë.
- Épaisseur : plus une cymbale est épaisse, plus les vibrations sont rapides et donc plus la fréquence du son rendu est haute. Les cymbales épaisses ont aussi un sustain plus long que les cymbales minces
- Taille de la cloche : généralement, les cloches plus petites donnent un son plus sec et les cloches plus grandes donnent un son plus animé.
- Matériau : chaque alliage a un son différent. Voir les sections ci-dessus pour plus de précisions.
- Arc : Les cymbales plus courbées produisent des vibrations plus rapides donc une fréquence plus élevée, tandis que les cymbales plates produisent des vibrations plus lentes et une fréquence plus basse[3],[4].

## Lignes nodales

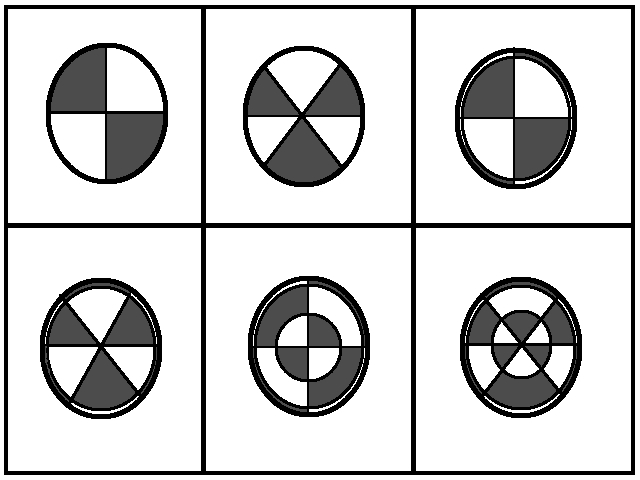
Exemples de lignes nodales

Il y a des lignes nodales de son qui sont créées dans les cymbales. Ce sont des lignes où il n'y a pas de vibrations. Les différentes cymbales ont des patrons nodaux différents. Une technique pour trouver les lignes nodales consiste à couvrir la cymbale de sable puis à tirer une corde de violon sur le bord pour faire vibrer la cymbale. Pendant que la cymbale vibre à sa fréquence naturelle, les vibrations déplacent le sable sauf sur les lignes nodales, où il va rester en place. Bien que chaque cymbale a un patron nodal unique, les modèles identiques suivent des patrons nodaux similaires,,.